# Eucosma suomiana
Eucosma suomiana is een vlinder uit de familie bladrollers (Tortricidae). De wetenschappelijke naam is voor het eerst geldig gepubliceerd in 1893 door A. Hoffmann.
De soort komt voor in Europa.